# Frank Cumiskey
Frank Cumiskey (Estados Unidos, 6 de septiembre de 1912-22 de julio de 2004) fue un gimnasta artístico estadounidense, subcampeón olímpico en Los Ángeles 1932 en el concurso por equipos.

## Carrera deportiva
En las Olimpiadas de Los Ángeles 1932 ganó la plata en el concurso por equipos, quedando situados por detrás de los italianos y por delante de los finlandeses, y siendo sus compañeros de equipo: Frank Haubold, Al Jochim, Fred Meyer y Michael Schuler. 